# Enoch Albertí
Enoch Albertí i Rovira (Villafranca del Panadés, Alto Panadés, 1958) es jurista y abogado español. Entre 2013 y 2017 ha sido miembro del Consejo Asesor para la Transición Nacional de Cataluña.

## Biografía

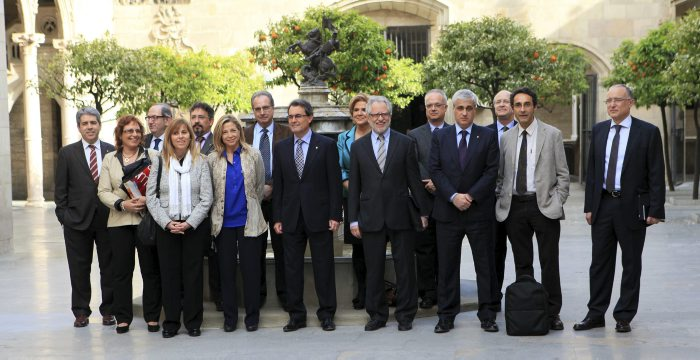
Imagen del Consejo Asesor para la Transición Nacional tras su constitución (abril de 2013)

Enoch Albertí es licenciado en Derecho por la Universidad de Barcelona (1981). Amplió estudios en la Universidad de Bielefeld, RFA (1982-1984) y se doctoró en Derecho por la Universidad de Barcelona (1985). 

## Trayectoria
Profesor Titular de Derecho Constitucional de la Universidad de Barcelona desde 1985, es catedrático de Derecho Constitucional desde 1992. Director del Grupo de Investigación "Grupo de Estudios Constitucionales y Europeos" (desde 1996), reconocido como grupo de investigación consolidado por la Generalidad de Cataluña, es colaborador desde 1992 del Group de Etudes de Recherches sur la Justice Constitutionnelle de la Universidad de Aix-en-Provence-Marsella. Profesor visitante en el European Law Research Center de la Universidad de Harvard (EE. UU.) durante el curso 2003-2004, fue decano de la Facultad de Derecho de la UB desde marzo de 2008.

## Premios y reconocimientos
Obtuvo el premio Nicolás Pérez Serrano para tesis doctorales, del Centro de Estudios Constitucionales (1986); en Francia, la Medalla de Plata Robert Schumann, a propuesta de la Fundación FVS de Hamburgo, RFA (1988); y la Medalla de Honor al Mérito de la Guardia Urbana, categoría de plata, otorgada por el Ayuntamiento de Barcelona (2013).